# 1922
1922 (MCMXXII) je bilo navadno leto, ki se je po gregorijanskem koledarju začelo na nedeljo.

## Dogodki
- 6. februar - Pij XI. postane papež.
- 8. februar - sovjetska ČEKA je reorganizirana v Državno politično upravo (GPU), del NKVD.
- 28. februar - Egipt postane neodvisna država.
- 3. april - Josif Stalin je imenovan za generalnega sekretarja centralnega komiteja Komunistične stranke Sovjetske zveze.
- 23. april - ustanovljena je Slovenska republikanska stranka.
- 26. avgust - Atatürkove sile pri Afyonu dosežejo odločilno zmago nad grško vojsko in jo prisilijo k umiku iz Male Azije.
- 13. september - v mestu El Aziziyah (Libija) je izmerjena najvišja temperatura zraka v zgodovini merjenj, 58 °C.
- 13. – 15. september - požar, ki so ga verjetno podtaknili grški vojaki med umikom, uniči večji del mesta İzmir in zahteva okrog 100.000 žrtev.
- 28. oktober - italijanski fašisti z Benitom Mussolinijem na čelu izvedejo pohod na Rim in prevzamejo oblast.
- 1. november - konec Osmanskega cesarstva.
- 5. november - britanski arheolog Howard Carter in njegovi možje med izkopavanjem v Dolini kraljev odkrijejo vhod v Tutankamonovo grobnico.
- 22. november - v Gorici je ustanovljena prva fašistična organizacija za Slovence .
- 30. december - Konča se ruska državljanska vojna, s tem pa je ustanovljena Sovjetska zveza.

## Rojstva
- 22. januar - Franc Cerar, slovenski duhovnik, jezuit in pisatelj († 2014)
- 4. februar - Jakob Savinšek, slovenski kipar in risar († 1961)
- 10. februar - Árpád Göncz, madžarski politik († 2015)
- 11. februar - Ela Peroci, slovenska pedagoginja, pisateljica in novinarka († 2001)
- 15. februar - Jožef Smej, mariborski pomožni škof († 2020)
- 1. marec - Jicak Rabin, izraelski general in politik († 1995)
- 31. marec - Richard Kiley, ameriški igralec in pevec († 1999)
- 9. april - Bojan Accetto, slovenski zdravnik internist († 2007)
- 23. april - Ive Šubic, slovenski slikar († 1989)
- 14. maj - Franjo Tuđman, hrvaški politik, predsednik Hrvaške († 1999)
- 27. maj - Christopher Lee, angleški igralec († 2015)
- 5. junij - John Gatenby Bolton, angleško-avstralski astronom († 1993)
- 10. junij - Judy Garland, ameriška filmska igralka in pevka († 1969)
- 11. junij - Erving Goffman, kanadski sociolog († 1982)
- 18. julij - Thomas Samuel Kuhn, ameriški filozof († 1996)
- 26. julij - Rafko Vodeb, slovenski duhovnik, eksorcist, teolog, filozof, umetnostni zgodovinar, pesnik, prevajalec  († 2002)
- 4. avgust - Janez Stanovnik, slovenski politik, pravnik in ekonomist († 2020)
- 24. avgust - Howard Zinn, ameriški zgodovinar, politolog in politični aktivist († 2010)
- 18. oktober - Špelca Čopič, slovenska umetnostna zgodovinarka († 2014)
- 9. november - Imre Lakatos, madžarski filozof in matematik († 1974)
- 11. november - Kurt Vonnegut ml., ameriški pisatelj, satirik in likovni umetnik († 2007)
- 14. november - Butros Butros-Gali, egiptovski diplomat in politik († 2016)
- 16. november - José de Sousa Saramago, portugalski pisatelj, dramatik, novinar in komunist, nobelovec († 2010)
- 19. november - Tomonubu Imamiči, japonski sodobni filozof († 2012)
- 29. november - Dušan Radović, srbski pesnik, pisatelj in novinar († 1984)
- 19. december - Karel Destovnik - Kajuh, slovenski pesnik, prevajalec in narodni heroj († 1944)

## Smrti
- 1. januar - Števan Kühar slovenski politik in urednik (* 1887)
- 5. januar - Ernest Henry Shackleton, britanski raziskovalec irskega rodu (* 1874)
- 22. januar -

- Marie Ennemond Camille Jordan, francoski matematik (* 1838)
- Benedikt XV., italijanski papež (* 1854)
- Fredrik Bajer, danski pisec, učitelj, mirovnik, nobelovec (* 1837)

- 28. marec - Mihael Napotnik, lavantinski škof (* 1850)
- 1. april - Karel I. Habsburško-Lotarinški, zadnji avstrijski cesar in ogrski kralj (* 1887)
- 26. maj - Ernest Solvay, belgijski kemik, industrialec, človekoljub in politik (* 1838)
- 18. junij - Jacobus Cornelius Kapteyn, nizozemski astronom (* 1851)
- 2. avgust - Alexander Graham Bell, ameriški znanstvenik in izumitelj  (* 1847)
- 29. avgust - Georges Sorel, francoski anarhist (* 1847)
- 18. november - Marcel Proust, francoski intelektualec, pisatelj, esejist in kritik (* 1871)

## Nobelove nagrade
- Fizika - Niels Bohr
- Kemija - Francis William Aston
- Fiziologija ali medicina - Archibald Vivian Hill, Otto Fritz Meyerhof
- Književnost - Jacinto Benavente
- Mir - Fridtjof Nansen